# Moshe Sherer
Moshe Sherer (* 18. Juni 1921 in Brooklyn, Vereinigte Staaten; † 17. Mai 1998 in Manhattan, New York City) war Rabbiner und Interessenvertreter der orthodoxen Juden, unter anderem in Washington, D.C. Sherer übernahm 1960 als Nachfolger seines verstorbenen Cousin Elimelech Gavriel Tress die Präsidentschaft der Agudath Israel of America, einer toratreuen Organisation, die mit der World Agudath Israel verbunden ist. Ab 1980 war er stellvertretender Vorsitzender eben jener World Agudath Israel. 1988 eröffnete er ein Lobbybüro der orthodoxen Juden in Washington.
Er besuchte die Torah Vodath, eine Jeschiwa in Brooklyn. Später war er an dem Ner Israel Rabbinical College in Baltimore. Sein Mentor war Rabbi Aharon Kotler, der eine Jeschiwa in Lakewood, New Jersey gründete. Rabbiner Nosson Schermann, Verleger von Artscroll, sagte über ihn:
„He was able to take desparate groups, bring them together and get them to cooperate in the areas where they would agree“.
Sherer starb am 17. Mai 1998 in Manhattan an Leukämie.